# Ellipeia
Ellipeia es un género de plantas fanerógamas con 13 especies perteneciente a la familia de las anonáceas. Son nativas del sudeste de Asia.

## Taxonomía
El género fue descrito por Hook.f. & Thomson y publicado en Flora Indica: being a systematic account of the plants . . 104. 1855.  La especie tipo es: Ellipeia cuneifolia

## Especies
| - Ellipeia cherrevensis - Ellipeia cinerascens - Ellipeia coriacea - Ellipeia costata - Ellipeia cuneifolia - Ellipeia ferruginea - Ellipeia gilva | - Ellipeia glabra - Ellipeia lalia - Ellipeia leptopoda - Ellipeia nervosa - Ellipeia pumila - Ellipeia undulata |